# Девальк, Николя
Николя Девальк (фр. Nicolas Dewalque; род. 20 сентября 1945 или 8 августа 1941, Римст, Лимбург) — бельгийский футболист, защитник.

## Карьера

### Клубная карьера
Во взрослом футболе дебютировал в 1963 году в клубе «Стандард», где играл на протяжении тринадцати сезонов, приняв участие в 296 матчах и забив 15 голов. Вместе с клубом трижды становился чемпионом Бельгии и дважды выигрывал Кубок Бельгии. В 1975 году помог клубу завоевать Кубок бельгийской лиги.
В 1976 году стал игроком клуба «Льеж», где играл на протяжении трёх сезонов, завершив карьеру футболиста в 1979 году.

### Карьера в сборной
28 августа 1967 года дебютировал в официальных матчах в составе национальной сборной Бельгии против сборной Франции в игре отборочного этапа на чемпионат Европы 1968 года. В составе сборной также принимал участие в чемпионате мира 1970 года, где сыграл против сборных Сальвадора, СССР и Мексики.
Всего в составе сборной принял участие в 33 матчах, не забив ни одного гола.

## Достижения
«Стандард»
- Чемпион Бельгии: 1968/69, 1969/70, 1970/71
- Обладатель Кубка Бельгии: 1965/66, 1966/67
- Обладатель Кубка бельгийской лиги: 1975